# Шарп, Киша
Ки́ша А́лрика Шарп (урожд. Флетч; англ. Keesha Ulricka Sharp (Fletch); род. 9 июня 1973) — американская актриса. Шарп начала свою карьеру с гостевых ролей в сериалах «Третья смена» и «Закон и порядок: Специальный корпус», а затем появилась в фильмах «Пути Тэнг» (2001), «Разыскиваются в Малибу» (2003), «Лепрекон 6: Домой» (2003) и «Не умирай в одиночку» (2004).
Шарп наиболее известна благодаря ролям в телевизионных комедиях. С 2002 по 2008 год она снималась в сериале UPN/The CW «Подруги». В 2005-06 годах у неё также была второстепенная роль в ситкоме UPN «Все ненавидят Криса». В 2007 году она сыграла одну из основных ролей в фильме Тайлера Перри «Зачем мы женимся?». С 2010 по 2013 год Шарп снималась на регулярной основе в ситкоме TBS «Ну что, приехали?», основанном на одноимённом фильме. Шоу длилось сто эпизодов. После его завершения, Шарп продолжила телевизионную карьеру с гостевыми ролями в сериалах «Мелисса и Джоуи», «Элементарно», «Очень плохая училка» и «Бывшие».
В 2016 году Шарп привлекла внимание критиков сыграв Дейл Коркоран, жену Джонни Кокрана в сериале FX «Американская история преступлений: Народ против О. Джея Симпсона». Следом она получила регулярную роль Триш Мерта в сериале Fox «Смертельное оружие», основанном на одноимённой серии фильмов.